# Nicolás Castillo
Nicolás Ignacio Castillo Mora (Santiago de Chile, 1993. február 14. –) chilei válogatott labdarúgó, aki a mexikói labdarúgó-bajnokságban szereplő UNAM játékosa.

## Sikerei, díjai
- CDUC
  - Chilei bajnok: Torneo Clausura 2015–16
  - Copa Chile (1): 2011